# Тёсокабэ Мототика
Тёсокабэ Мототика (яп. 長宗我部 元親, 1538 — 11 июля 1599) — японский даймё, военный и политический деятель эпохи Сэнгоку, 21-й глава рода Тёсокабэ из провинции Тоса. Старший сын и наследник Тёсокабэ Кунитики (1504—1560), 20-го главы рода Тёсокабэ (1518—1560).

## Биография
В июле 1560 года после смерти своего отца Кунитики Мототика стал новым главой рода Тёсокабэ и унаследовал отцовские владения.
В 1575 году Тёсокабэ Мототика одержал победу в битве при Ватаригаве, после чего приобрел контроль над провинцией Тоса. За следующие десять лет ему удалось распространить свою власть на весь остров Сикоку. Обеспокоенный растущим влиянием Тёсокабэ, Тоётоми Хидэёси в 1584 году предложил Мототике стать его вассалом, однако тот отказался, а в 1585 году Хидэёси направил на остров Сикоку армию численностью около ста тысяч человек. Потерпев поражение в нескольких битвах против вторгшихся войск, Мототика был вынужден капитулировать. В результате он потерял провинции Ава, Иё и Сануки, однако Хидэёси позволил ему оставить себе провинцию Тоса.
Позже Тесокабэ Мототика и его старший сын Нобутика принимали участие во вторжении Хидэёси на остров Кюсю. В 1587 году Нобутика погиб в одной из схваток с войсками рода Симадзу.
В 1590 году Тёсокабэ Мототика участвовал в осаде замка Одавара. Также он принимал участие в японском вторжении в Корею. Умер Мототика Тёсокабэ в 1599 году. Его наследником стал его четвёртый сын Моритика (1575—1615).